# Ringelbach (Felchbach)
Der Ringelbach ist ein Bach im mittelfränkischen Landkreis Weißenburg-Gunzenhausen.

## Verlauf
Der Ringelbach entspringt auf einer Höhe von  etwa 510 m ü. NHN in der Waldflur Heiligenholz am Nordwestrand des Bergener Ortsteiles Geyern. Zunächst fließt er nordwestwärts durch das Waldgelände und wechselt danach in eine landwirtschaftlich genutzte Zone. Zwischen Ettenstatt und Reuth unter Neuhaus speist er einen Weiher und unterquert dann die Staatsstraße 2389. Nach einem Lauf von gut zwei Kilometern mündet der Ringelbach auf einer Höhe von ungefähr 441 m ü. NHN nordöstlich des Ettenstatter Gemeindeteiles Enhofen in den Felchbach.